# 레티시아 사디에
레티시아 사디에(프랑스어: Lætitia Sadier, 1968년 5월 6일~)는 프랑스의 싱어송라이터이다. 잉글랜드의 록 밴드 스테레오랩의 보컬로 유명하다.